# Aeroporto Internacional de Louisville
O Aeroporto Internacional de Louisville (em inglês: Louisville International Airport) (IATA: SAT, ICAO: KSDF) é um aeroporto internacional localizado em Louisville, no estado do Kentucky, nos Estados Unidos.